# Capo de la Vela
Cabo de la Vela (in italiano Capo della Vela) è un tratto costiero situato nell'estremo nord del Sud America, a sud del Mar dei Caraibi; specificamente nella penisola di Guajira in Colombia. La parte settentrionale ha un'altezza di 47 m sul livello del mare.

## Galleria d'immagini

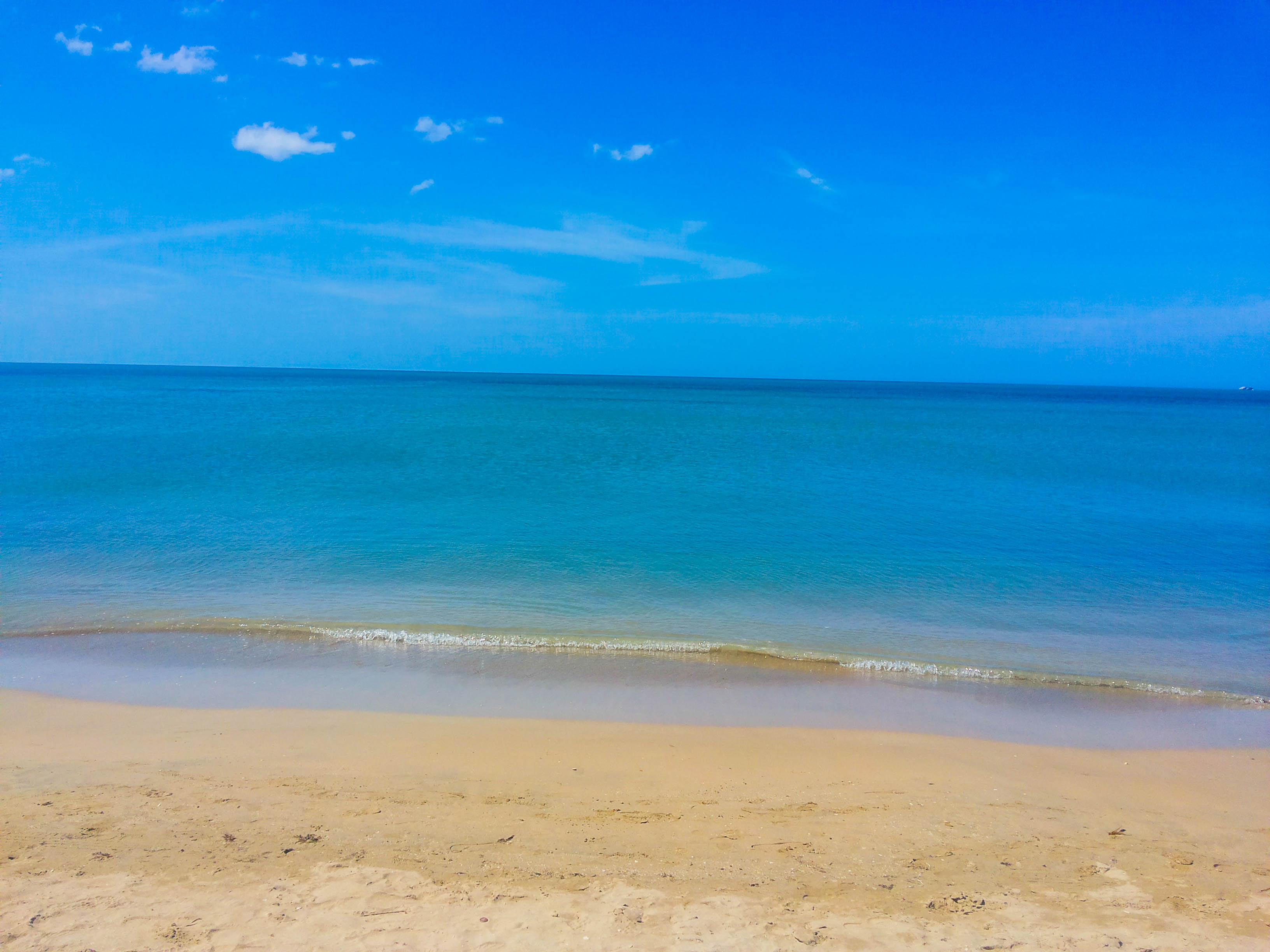
Spiaggia presso cabo de la Vela.
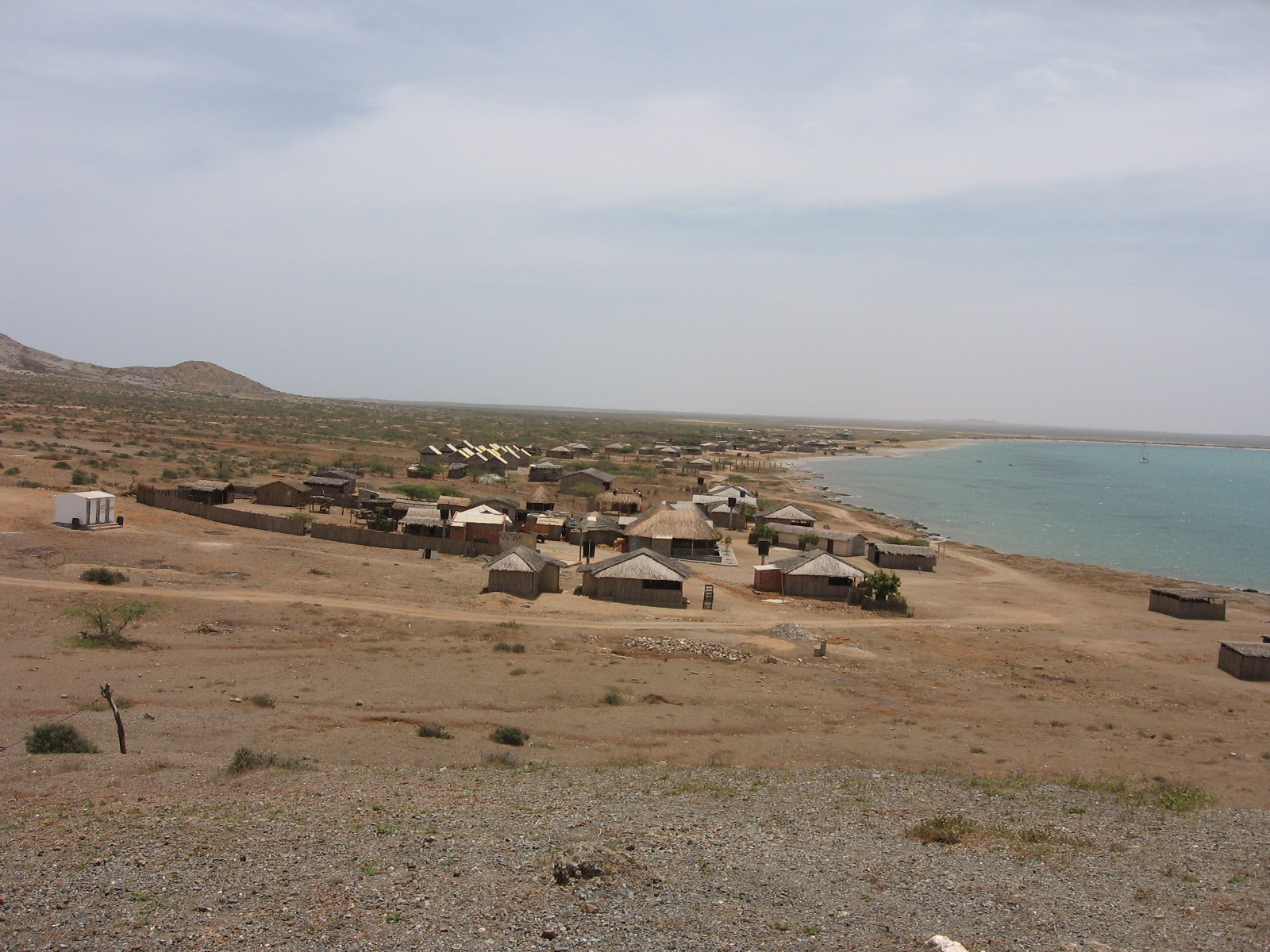
Villaggio indigeno presso cabo de la Vela.
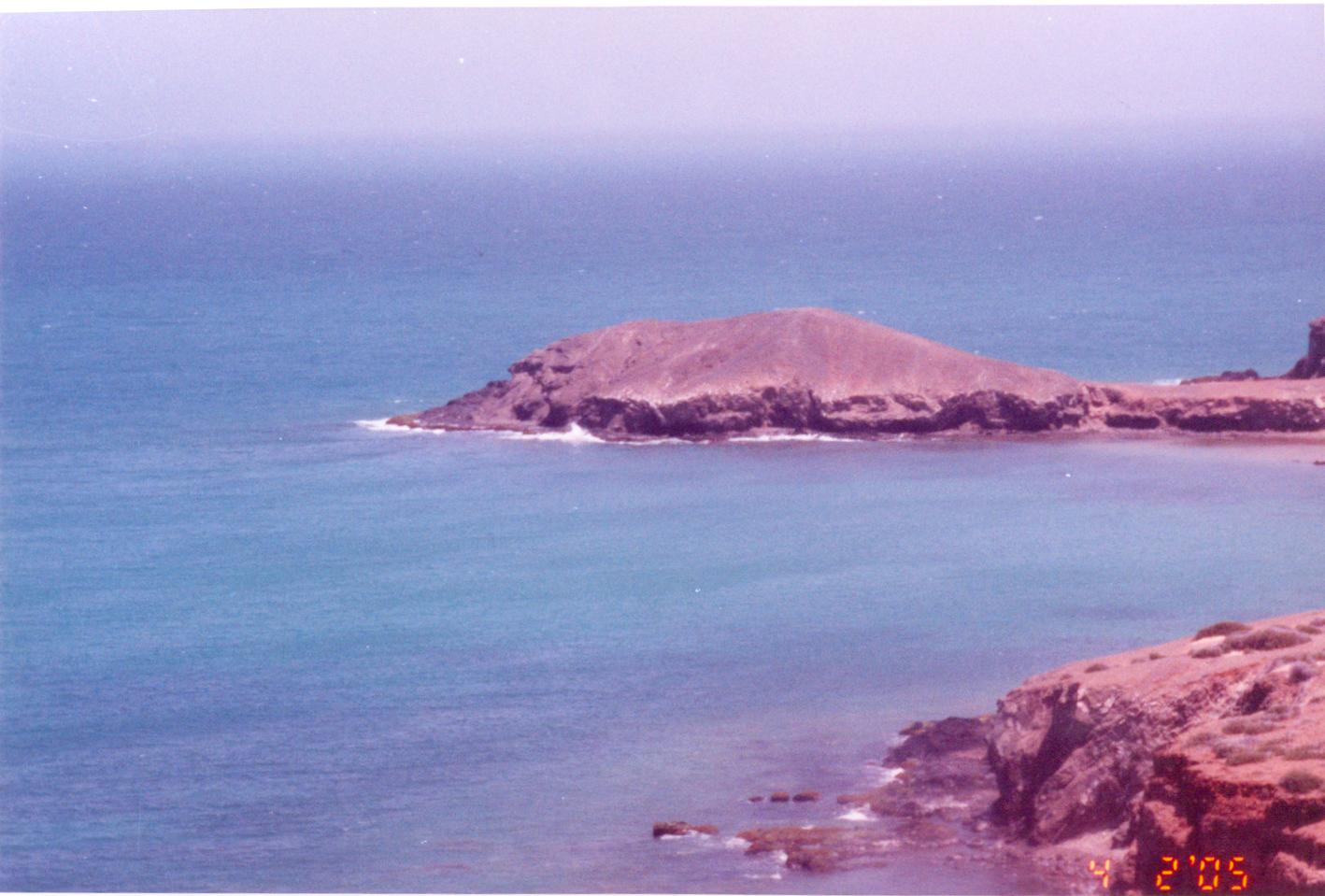
Vista sud del cabo de la Vela.
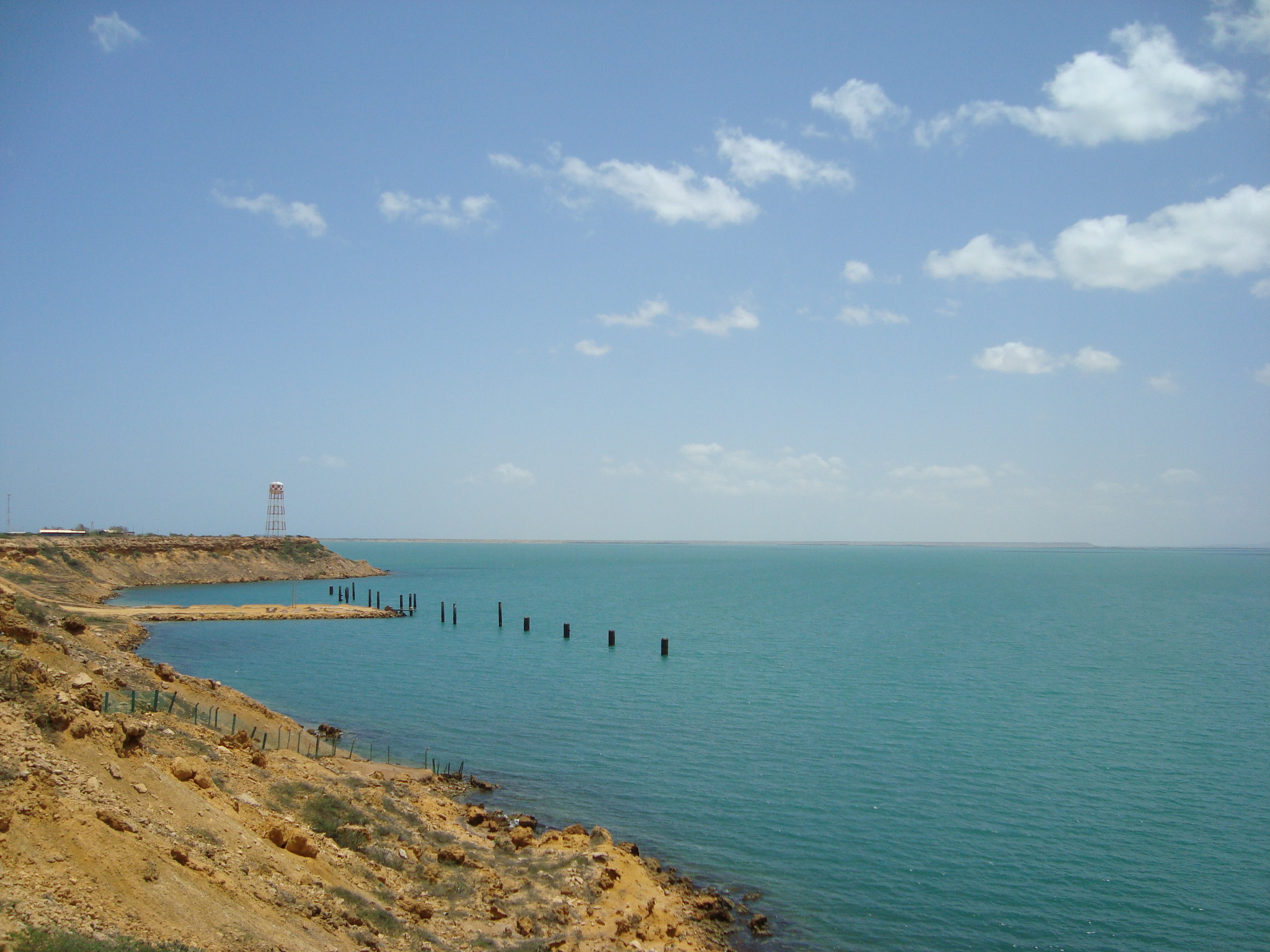
Vista della costa sopra il cabo de la Vela.